# Stéphane Noël
Pour les articles homonymes, voir Noël.
Stéphane Noël, né le 23 avril 1967 à Sainte-Foy-lès-Lyon, est un magistrat français, président du tribunal judiciaire de Paris entre 2019 et 2025,.

## Carrière
Stéphane Noël est diplômé de l'institut d'études politiques de Lyon, et est issu de l'École nationale de la magistrature (promotion 1990-1992).
En 1992, il est nommé juge des enfants.
Puis de septembre 1994 à mars 1997, il est nommé magistrat placé auprès de la cour d’appel de Lyon.
De mars 1997 à novembre 2000, il est nommé juge d’instruction au tribunal de grande instance de Lyon.
De décembre 2000 jusqu’à septembre 2002, il est nommé président du tribunal de grande instance de Belley.
De 2002 à 2008, il va travailler auprès de quatre ministres nommés par les présidents Jacques Chirac et Nicolas Sarkozy :
- en septembre 2002, il rejoint le cabinet de Christian Jacob, ministre délégué à la Famille, en qualité de conseiller technique pour les affaires juridiques ;
- en avril 2004, il rejoint le cabinet de Dominique Perben, ministre de la Justice, puis de son successeur Pascal Clément, en qualité de conseiller pour les affaires civiles ;
- en juin 2007, il rejoint le cabinet de Rachida Dati, ministre de la Justice en qualité de conseiller, puis de directeur adjoint de cabinet, particulièrement chargé de la réforme de la carte judiciaire et des services judiciaires.

En juillet 2008, il est nommé procureur général près la cour d’appel de Bourges.
En février 2012, il rejoint l’inspection générale des services judiciaires (IGSJ) en qualité d’inspecteur général adjoint.
En décembre 2015, il est nommé président du tribunal de grande instance de Créteil.
Le 13 novembre 2019, il est nommé conseiller à la Cour de cassation, sur proposition du CSM, pour exercer les fonctions de président du tribunal judiciaire de Paris,,. En cette qualité, il est chef d’établissement du nouveau tribunal de Paris.
Par un décret du 4 mars 2025 paru dans le Journal officiel le 5 mars 2025,  il est déchargé des fonctions de président du tribunal judiciaire de Paris.

## Décorations
- Chevalier de la Légion d'honneur
- Chevalier de l'ordre national du Mérite

Le 30 décembre 2017, Stéphane Noël est nommé au grade de chevalier de l'ordre national de la Légion d'honneur, au titre de « président du tribunal de grande instance de Créteil ; 25 ans de services ». Il est reçu dans l'ordre à une date inconnue.
Le 14 novembre 2006, il est nommé au grade de chevalier de l'ordre national du Mérite, au titre d' « inspecteur des services judiciaires ; 16 ans de services civils ». Il est reçu dans l'ordre à une date inconnue.